# Fritillaria pyrenaica
Fritillaria pyrenaica es una planta del género Fritillaria y nativa de España.

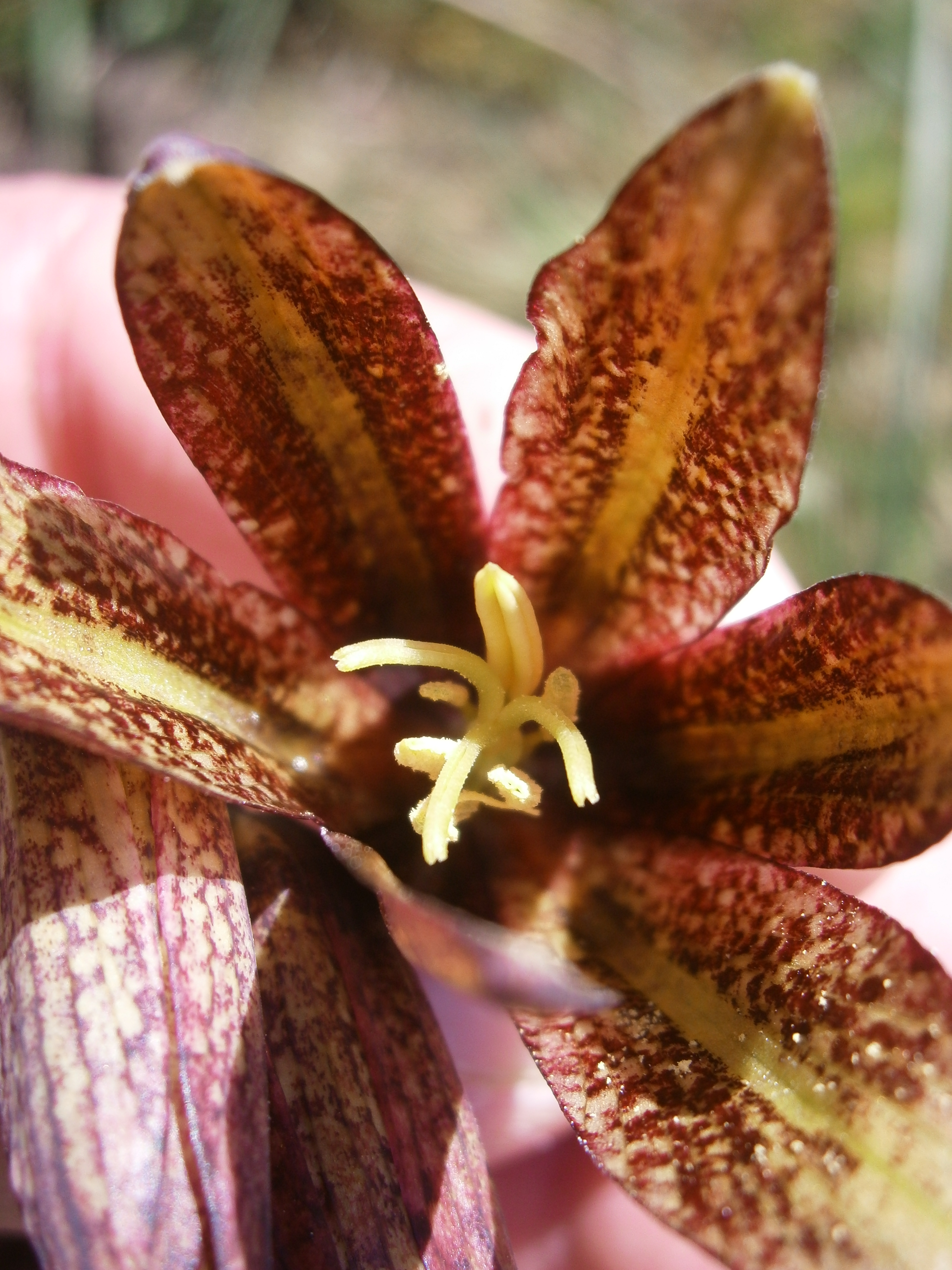
Flor

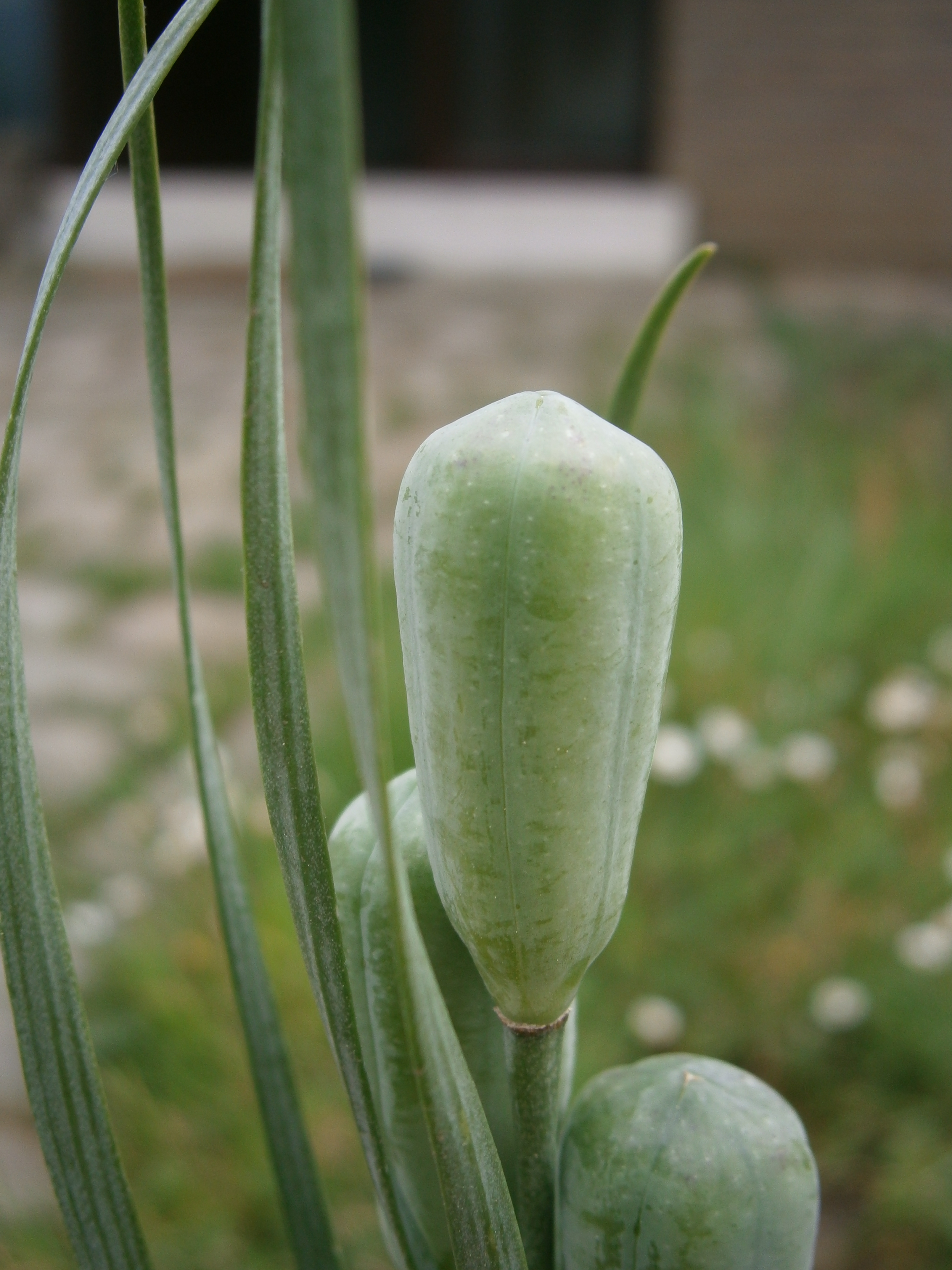
Detalle

## Descripción
La Fritillaria pyrenaica tiene un bulbo del que surge un solo tallo que puede alcanzar una altura de 45 cm, con unas pocas hojas alternas de forma linear-lanceolada. 
El tallo queda rematado por la flor solitaria en forma de gran campana con tépalos libres de color púrpura teñida de marrón con algo de amarillo.

## Taxonomía
Fritillaria pyrenaica fue descrita por Carlos Linneo y publicado en Species Plantarum 304. 1753.
Etimología
Fritillaria: nombre genérico que deriva del término latino para un cubilete (fritillus),   y, probablemente, se refiere al patrón a cuadros de las flores de muchas especies.
pyrenaica: epíteto geográfico que alude a su localización en los Pirineos.
Variedad aceptada
- Fritillaria pyrenaica subsp. boissieri (Costa) Vigo & Valdés

Sinonimia
- Fritillaria aquitanica Mill.
- Fritillaria linophylla Doumenjou ex Nyman
- Fritillaria lurida Salisb.
- Fritillaria nervosa Willd.
- Fritillaria nigra Mill.
- Fritillaria pyrenaea Gren.
- Fritillaria tardiflora Lehm. ex Schult. & Schult.f.
- Fritillaria umbellata Mill.[4]